# 238 (číslo)
Dvě stě třicet osm je přirozené číslo, které následuje po čísle dvě stě třicet sedm a předchází číslu dvě stě třicet devět. Římskými číslicemi se zapisuje CCXXXVIII a řeckými číslicemi σλη.

## Matematika
238 je:
- Deficientní číslo
- Nešťastné číslo
- Nepříznivé číslo

## Chemie
- 238 je nukleonové číslo nejstabilnějšího a současně nejběžnějšího izotopu uranu[1]

## Astronomie
- (238) Hypatia je planetka hlavního pásu, kterou objevil v roce 1884 Viktor Knorre

## Doprava
- Silnice II/238 je česká silnice II. třídy vedoucí na trase Stochov – Kladno[2]

## Ostatní
- +238 je mezinárodní telefonní předvolba Kapverd

## Roky
- 238
- 238 př. n. l.